# Daniel Adlung
Daniel Adlung (Fürth, 1º ottobre 1987) è un calciatore tedesco, centrocampista del Greuther Fürth II.

## Carriera

### Settore giovanile
In gioventù, Adlung milita nei settori giovanili di SV Hiltpoltstein, Norimberga e Greuther Fürth.

### Club

#### Greuther Fürth
In quest'ultima squadra avviene il suo debutto nel calcio professionistico, durante l'ottava giornata del campionato di Zweite Liga 2005/06: il 30 settembre 2005, nella sfida in trasferta contro l'Alemannia Aachen entra al 77º minuto, sostituendo Roberto Hilbert. Il 9 dicembre dello stesso anno disputa la sua prima gara da titolare, alla sedicesima giornata, sul campo dell'Hansa Rostock. Conclude la prima stagione da professionista con 17 presenze, ma senza realizzare alcun gol.
La prima rete con la squadra di Fürth è datata 13 novembre 2006, durante la seconda stagione nella serie cadetta tedesca: alla dodicesima giornata, sul terreno amico, ospite il Kaiserslautern, mette a segno il momentaneo vantaggio del 2-1; la gara finirà poi 2-2.
Concluderà la propria esperienza nel club nel maggio 2008, dopo tre stagioni di Zweite Liga, 74 presenze in campionato e 4 reti segnate.

#### Wolfsburg
All'inizio della stagione 2008/09 viene ingaggiato dal Wolfsburg, club di Bundesliga. Nonostante la felicissima stagione vissuta dal club, culminata nella conquista del titolo, Adlung non scende mai in campo in campionato; gioca un solo incontro in prima squadra, nel secondo turno di Coppa di Germania, contro i dilettanti dell'Oberneuland.
Viene invece spesso schierato nella seconda squadra, militante nel campionato di Regionalliga Nord (quarta divisione); per lui la stagione si conclude con 20 presenze e 3 reti.

#### Alemannia Aachen
Per la stagione 2009/2010 Adlung viene ingaggiato dal club di Zweite Liga dell'Alemannia Aachen, che lo preleva in prestito dal Wolfsburg.

#### Energie Cottbus
Nel 2010 viene acquistato dall'Energie Cottbus, squadra della Zweite Bundesliga tedesca.

### Nazionale
Figura, pur non scendendo mai in campo, tra i convocati della Nazionale di calcio della Germania Under-21 per gli Europei 2009, vinti proprio dai tedeschi. Con la selezione Under-21 ha collezionato cinque presenze.

## Palmarès

### Club
- Campionato tedesco: 1

Wolfsburg: 2008-2009
- FFA Cup: 1

Adelaide Utd: 2018

### Nazionale
- Campionato d'Europa Under-21: 1

Germania: 2009